# Nectar (álbum de Joji)
Nectar es el segundo Álbum de estudio del cantautor japonés Joji, lanzado el 25 de septiembre de 2020 a través de la disquera 88rising. Cuenta con los sencillos Sanctuary, Run, Gimme Love y Daylight, así como colaboraciones con Benee, Lil Yachty, Omar Apollo, Yves Tumor y Rei Brown.

## Antecedentes
El álbum fue anunciado el 16 de abril de 2020 con el sencillo Gimme Love. fue originalmente programado para ser lanzado el 10 de julio de 2020, pero el 12 de junio del 2020 Joji anunció que el álbum se había retrasado al 25 de septiembre de 2020 debido a la pandemia de COVID-19. Joji reveló la lista de canciones el 11 de septiembre de 2020

## Lista de canciones
| Nectar track listing |                                 |                |          |  |
| N.º                  | Título                          | Producer(s)    | Duración |  |
| 1.                   | «Ew»                            | Bekon          | 3:27     |  |
| 2.                   | «MODUS»                         | Stint          | 3:27     |  |
| 3.                   | «Tick Tock»                     | West1ne        | 2:12     |  |
| 4.                   | «Daylight» (ft. Diplo)          | Diplo          | 2:43     |  |
| 5.                   | «Upgrade»                       | Miller         | 1:29     |  |
| 6.                   | «Gimme Love»                    | Miller         | 3:34     |  |
| 7.                   | «Run»                           | Miller         | 3:15     |  |
| 8.                   | «Sanctuary»                     | Raisen         | 3:00     |  |
| 9.                   | «High Hopes» (ft. Omar Apollo)  | Bekon          | 3:02     |  |
| 10.                  | «NITROUS»                       | Clams Casino   | 2:11     |  |
| 11.                  | «Pretty Boy» (ft. Lil Yachty)   | Wimberly       | 2:36     |  |
| 12.                  | «Normal People» (ft. Rei Brown) | Miller         | 2:46     |  |
| 13.                  | «Afterthought» (Con Benee)      | Miller         | 3:14     |  |
| 14.                  | «Mr. Hollywood»                 | Miller         | 3:22     |  |
| 15.                  | «777»                           | Suburban Plaza | 3:01     |  |
| 16.                  | «Reanimator» (ft. Yves Tumor)   | Reske          | 3:03     |  |
| 17.                  | «Like You Do»                   | McKenzie       | 4:00     |  |
| 18.                  | «Your Man»                      | Jim-E Stack    | 2:43     |  |